# Edwina Chamier
Pour les articles homonymes, voir Chamier.
Edwina Chamier, dite Ted, née Edwina Ratcliff Lordly le 27 mars 1890 à Chester, au Canada, et morte le 31 mai 1981 à Sway dans le Hampshire en Angleterre, est une skieuse alpine canadienne, célèbre pour avoir longtemps détenu le record d'âge de participation aux Jeux olympiques d'hiver. En effet, elle a participé aux épreuves de Slalom et de descente des Jeux olympiques d'hiver de 1936 à l'âge de 45 ans. Ce record a été battu par Anne Abernathy, âgée de 48 ans lors des Jeux olympiques d'hiver de 2002.
Edwina Ratcliff s'est engagée en 1915 sur le front français comme infirmière au cours de la Première Guerre mondiale. En 1917, elle a rencontré l'officier de la Royal Air Force John Adrian Chamier, qu'elle a épousé le 20 février 1918. Ils ont eu deux enfants, un pilote de la Royal Air Force, mort en Rhodésie en 1940, et un marin, journaliste et écrivain, John Edwin. 